# Bass Coast Shire
Koordinaten: 38° 37′ S, 145° 32′ O

Bass Coast Shire ist ein lokales Verwaltungsgebiet (LGA) im australischen Bundesstaat Victoria. Das Gebiet ist 865,5 km² groß und hat etwa 33.000 Einwohner.
Bass Coast liegt an der Südküste Victorias südlich der Hauptstadt Melbourne. Die LGA besteht aus einem Festlandsgebiet, das an im Norden an Melbournes Cardinia Shire und im Westen an das South Gippsland Shire grenzt, und der über eine Brücke verbundenen Phillip Island und schließt folgende Ortschaften ein: Bass, Cape Paterson, Corinella, Cowes, Grantville, Inverloch, Kilcunda, Newhaven, Rhyll, San Remo und Wonthaggi. Der Sitz des City Councils befindet sich in der 8000-Einwohner-Stadt Wonthaggi im Süden der LGA.
Bereits 1798 landete der Entdecker George Bass, nach dem das Shire benannt ist, an der Küste des Gebiets und in den 1820er Jahren gab es dort zeitweise britische Posten. Richtige Besiedlung gab es aber erst nach der Erforschung der Gegend 20 bis 30 Jahre später.
Zuerst war das Gebiet neben der Landwirtschaft vor allem interessant für den Fischfang. In der ersten Hälfte des 20. Jahrhunderts war es dann der Kohleabbau vor allem in der Gegend um Wonthaggi, der das Gebiet voranbrachte.
Heute beherrscht der Tourismus über 50 % der Wirtschaft des Shires. Vor allem Phillip Island ist ein beliebtes Touristenziel, aber auch die Festlandsstrände ziehen jährlich 3,4 Millionen Besucher insbesondere aus der nahe gelegenen Metropole Melbourne an. Besonders beliebt ist die Bass Coast aber auch für Ferienhausbesitzer und die Einwohnerzahl des Shires steigt stetig, weil viele die Gegend als Alterswohnsitz wählen.

## Verwaltung
Der Bass Coast Shire Council hat sieben Mitglieder, die von den Bewohnern der sieben Wards gewählt werden. Diese sieben Bezirke sind Thompson, McHaffie, Churchill auf Phillip Island sowie Anderson, Leadbeater, Hovell und Townsend. Aus dem Kreis der Councillor rekrutiert sich auch der Mayor (Bürgermeister) des Councils.